# Internet Adult Film Database
L'Internet Adult Film Database (IAFD) è un database online di informazioni su attori, registi e film pornografici.

## Storia
È simile all'Internet Movie Database, ma è incentrato prevalentemente sulla produzione statunitense. Eventuali film non prodotti negli Stati Uniti si trovano infatti nel database solo se esiste una versione per il mercato statunitense.